# Eulaema bombiformis
Eulaema bombiformis är en biart som först beskrevs av Alpheus Spring Packard 1869.  Eulaema bombiformis ingår i släktet Eulaema, tribus orkidébin, och familjen långtungebin. Inga underarter finns listade.